# Rockton (Illinois)
Pour les articles homonymes, voir Rockton.
Rockton est un village situé en banlieue de Rockford, au nord-est du comté de Winnebago,  dans l'Illinois, aux États-Unis,. Il est incorporé le 14 juillet 1902.

## Démographie
Lors du recensement de 2010, le village comptait une population de 7 685 habitants. Elle est estimée, en 2016, à 7 499 habitants.

### Source de la traduction
- (en) Cet article est partiellement ou en totalité issu de l’article de Wikipédia en anglais intitulé « Rockton, Illinois » (voir la liste des auteurs).